# NGC 2466
NGC 2466 ist eine Spiralgalaxie vom Hubble-Typ Sc im Sternbild Fliegender Fisch am Südsternhimmel. Sie ist schätzungsweise 228 Millionen Lichtjahre von der Milchstraße entfernt und hat einen Durchmesser von etwa 115.000 Lichtjahren.
Die Supernovae SN 2003gh (Typ Ia) und ASASSN -14dd (Typ Ibn) wurden hier beobachtet.
Das Objekt wurde am 20. Februar 1835 von John Herschel entdeckt.